# Le Froid
Une mise en quarantaine
Le Froid sous-titré Une mise en quarantaine (titre original : Die Kälte) est un roman autobiographique de l'écrivain autrichien Thomas Bernhard, publié en 1981. Il s'agit du quatrième volet de la série de cinq œuvres autobiographiques écrites par Bernhard entre 1975 et 1982, aux côtés de L'Origine, La Cave, Le Souffle et Un enfant. L'œuvre est publiée en français le 2 février 1984 aux éditions Gallimard.

## Résumé
Thomas Bernhard est admis au sanatorium public de Grafenhof, car son affection pulmonaire s’est aggravée. Il est désespéré, ayant déjà passé un long séjour à l’hôpital, son grand-père étant décédé peu de temps auparavant, et sa mère mourant d’un cancer. Les conditions à Grafenhof sont catastrophiques, comme on peut s’y attendre après la guerre : il n’y a pas de moyens financiers pour soigner les patients, les médecins sont froids envers eux, et le sanatorium ressemble à une baraque.
Après avoir d’abord gardé ses distances avec les autres patients, Bernhard finit par se lier d’amitié avec un musicien qui lui enseigne l’harmonie, la théorie des formes ainsi que l’italien, ce qui rapproche Bernhard de son objectif de devenir chanteur professionnel.
Quelques semaines plus tard, Bernhard quitte Grafenhof en étant considéré comme guéri, jusqu’à ce qu’une tuberculose pulmonaire ouverte soit diagnostiquée peu après. Après un court séjour à l’hôpital, il rentre chez lui et consulte un pneumologue, chez qui une erreur de traitement survient. À la suite d’un autre séjour hospitalier douloureux, Bernhard retourne à Grafenhof, cette fois logé plus confortablement, dans une loggia, avec un docteur en droit. Finalement, il décide de quitter Grafenhof à ses risques et périls, de rentrer chez lui et de reprendre le traitement auprès du pneumologue,.

## Édition
Ce roman a été traduit en français et édité par Gallimard en 1984.